# Gendarme (morfologia)

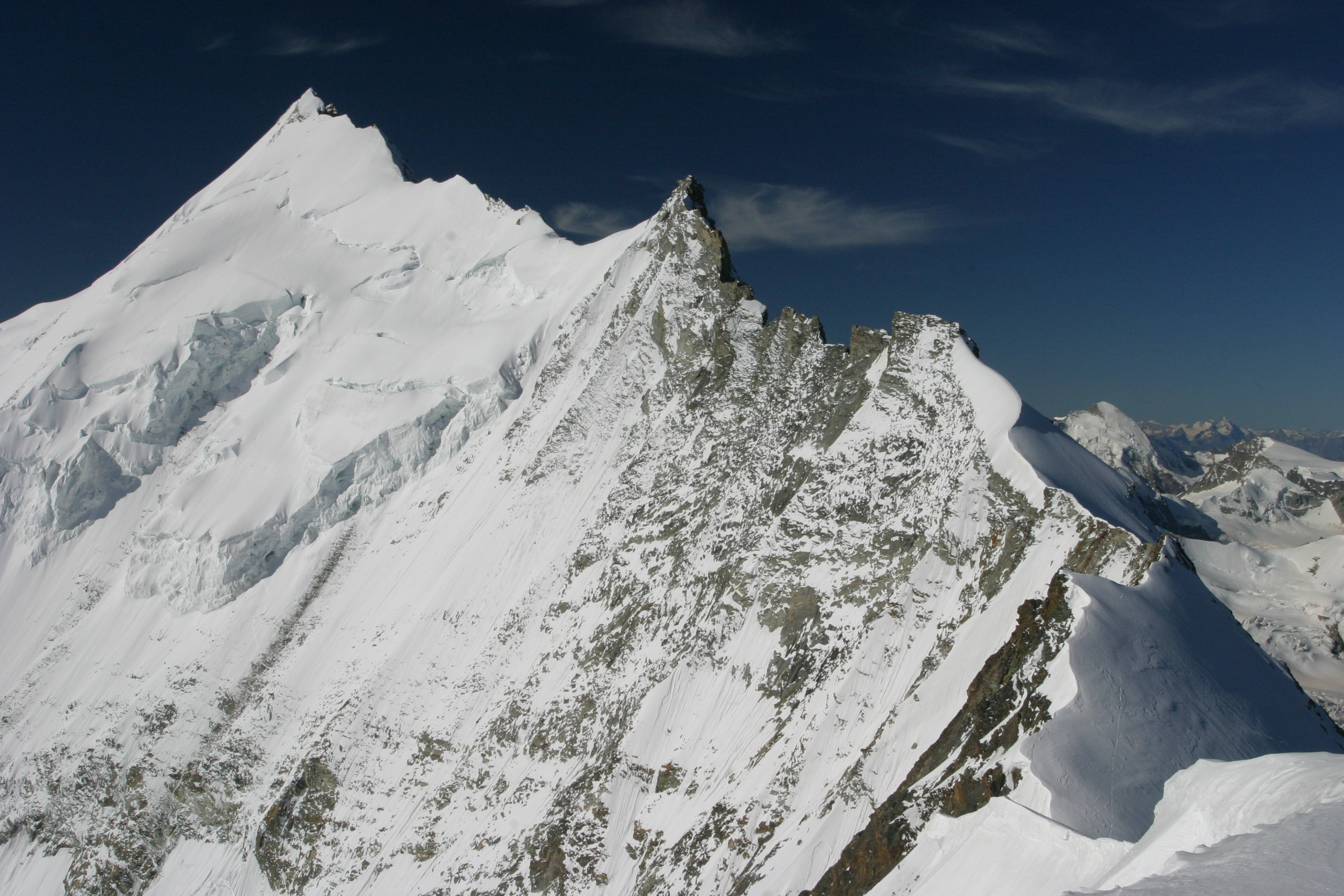
Cresta nord del Weisshorn interrotta dal Grand Gendarme (4.331 m).

Un gendarme è un pinnacolo di roccia sul fianco o sulla cresta di una montagna.

## Etimologia

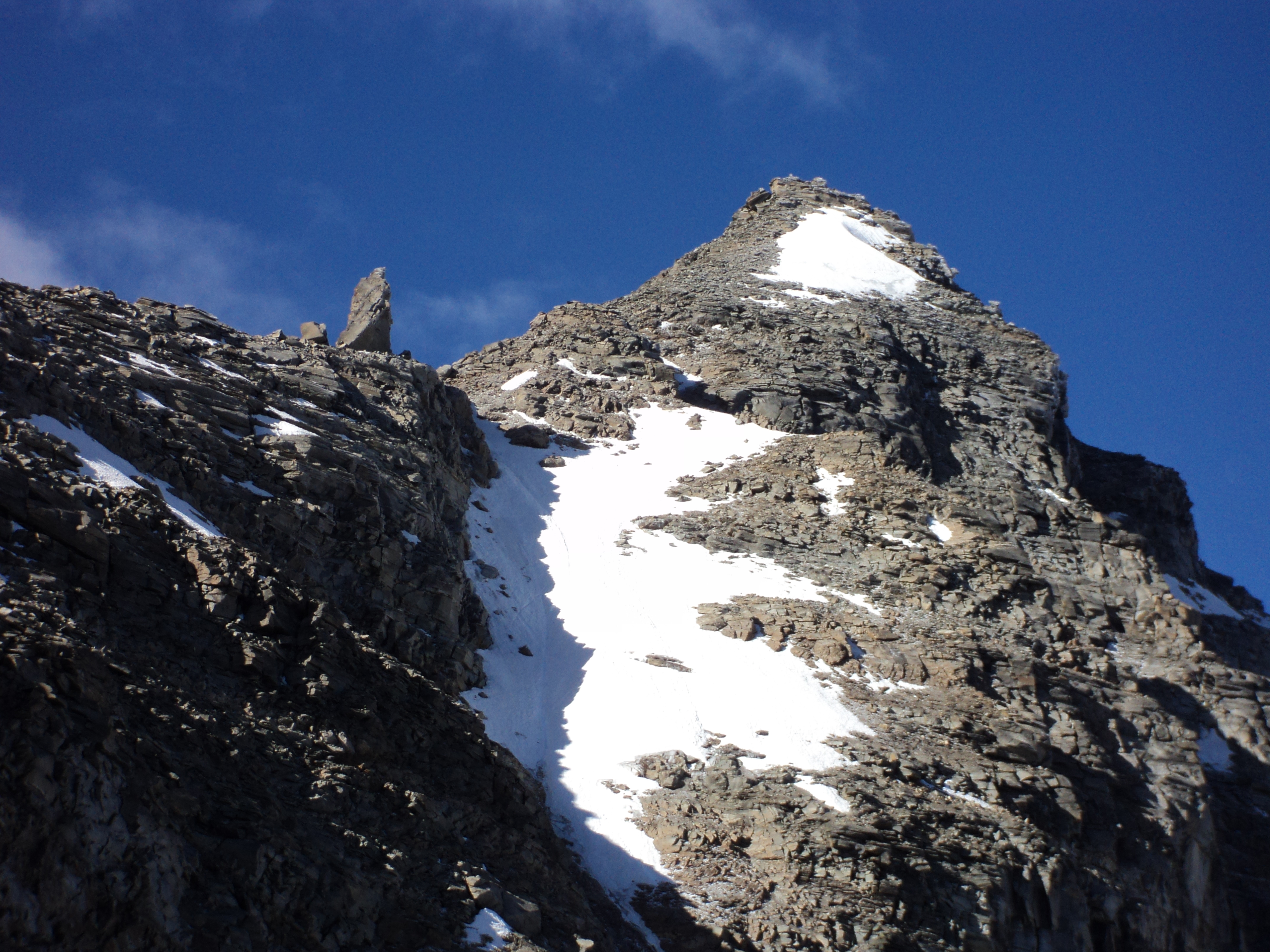
La cresta nord-est della Becca di Monciair con un gendarme.

Il nome è stato usato dapprima nelle Alpi francesi e richiama le persone inquadrate nella gendarmeria.

## Caratteristiche
Talvolta la salita a determinate creste di montagna è resa più difficile dalla presenza di uno o più gendarmi che interrompono la linearità della cresta.
I gendarmi sono spesso collocati alla convergenza tra due creste, in posizioni dove l'erosione è minore che nelle zone circostanti. I gendarmi sono tipici delle aree alpine.